# Zone naturelle d’intérêt écologique, faunistique et floristique

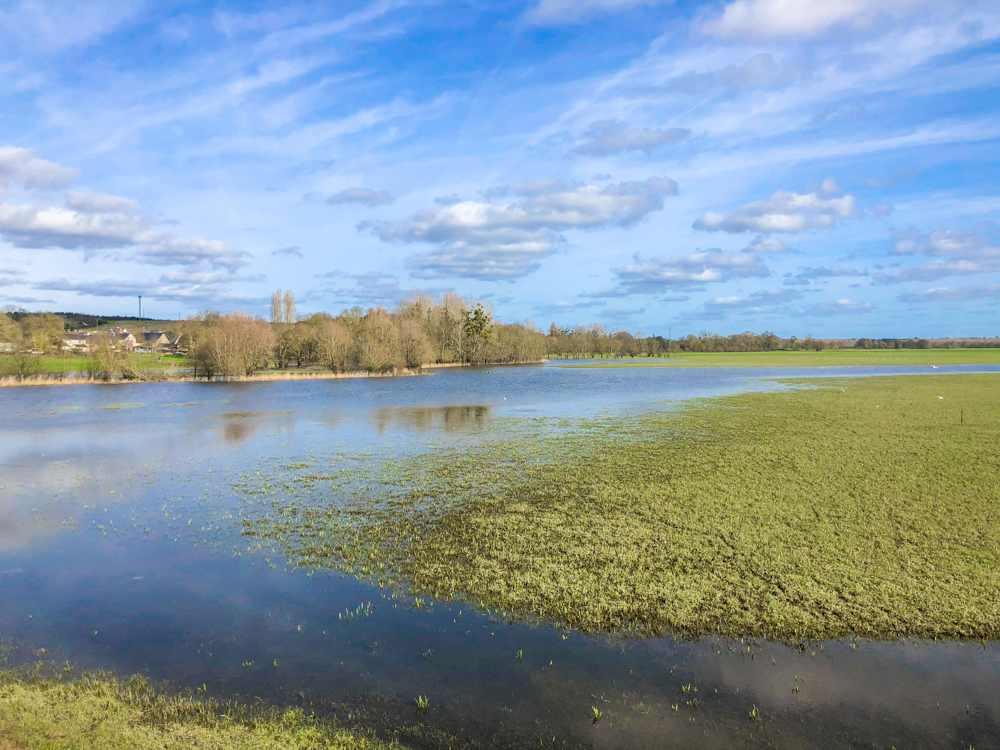
ZNIEFF 520015393:
Basses vallées angevines

In Frankreich ist eine Zone naturelle d’intérêt écologique, faunistique et floristique, abgekürzt ZNIEFF, ein Naturraum, der wegen seines außergewöhnlichen Charakters unter den Gesichtspunkten der Ökologie, Fauna und Flora in die Inventarliste aufgenommen wurde. Sie ergänzt die behördliche Zoneneinteilung in Schutzgebieten, um Entscheidungen der Raumplanung (Städtebau, Schaffung von Schutzgebieten, Ansiedlung von Steinbrüchen usw.) zu leiten und die künstliche Umgestaltung von Gebieten mit großen ökologischen Problemen zu vermeiden.
Das 1982 ins Leben gerufene Verzeichnis der Naturgebiete von ökologischem, tierischem und pflanzlichem Interesse (ZNIEFF) zielt darauf ab, im gesamten Staatsgebiet Frankreichs Gebiete von größtem ökologischen Interesse zu identifizieren und zu beschreiben, die die Artenvielfalt des Kulturerbes schützen, mit dem Ziel, eine Wissensbasis, aber auch eine Entscheidungsgrundlage zu schaffen.
Diese Modalitäten sind seit dem Gesetz 2016-1087 vom 8. August 2016 im Artikel L411-1 A des französischen Umweltgesetzbuchs kodifiziert. Dieses fasst in Frankreich Gesetzestexte zum Umweltrecht zusammen.
Es gibt zwei Arten von ZNIEFF-Gebieten:
- ZNIEFF-Gebiete Typ I: ökologisch homogene Gebiete, die durch das Vorhandensein seltener, bemerkenswerter oder charakteristischer Arten, Artengemeinschaften oder Lebensräume des Naturerbes der Region definiert sind. Dies sind die bemerkenswertesten Zonen des Territoriums.
- ZNIEFF-Gebiete Typ II: Gebiete, die funktionale und landschaftlich gestaltete Naturkomplexe integrieren, die einen hohen Grad an Kohäsion aufweisen und reicher sind als das Umfeld.

Das Verzeichnis von ZNIEFF erstreckt sich auf ganz Frankreich, das französische Festland und die überseeischen Gebiete, die kontinentale und die Meeresumwelt.
Das ZNEFF-Verzeichnis ist ein Programm zur naturkundlichen Bestandsaufnahme und ein wissenschaftliches Programm, das 1982 von der für Umwelt zuständigen Ministerin Huguette Bouchardeau ins Leben gerufen und durch das Gesetz vom 12. Juli 1983 bestätigt wurde, genannt das „Bouchardeau-Gesetz“. Ein ZNIEFF-Gebiet ebenso wie ein besonderes Vogelschutzgebiet oder ein besonderes Schutzgebiet für Fauna und Flora oder ein biologisches Reservat werden durch einen Verzeichniseintrag gebildet und sind damit Teil des Kulturerbes. Das Inventarisierungsprogramm listet die bemerkenswerten Naturräume in den 13 Festlandsregionen sowie in den Übersee-Départements auf. Die Ausweisung eines ZNIEFF-Gebiets beruht auf dem Vorhandensein von mindestens einer Population einer bestimmenden Art, so dass das zu schützende Gebiet im Sinne europäischer Richtlinien oder des französischen Rechts definiert und abgegrenzt werden kann.
Dieses Verzeichnis, auf dessen Grundlage eine Stadtplanung, ein Flächennutzungsplan und ein Gemeindeplan die Einteilung der Gemeindeflächen in Zonen festlegen, hat keine rechtliche Bedeutung. Das ZNEFF-Verzeichnis ist daher in seiner Ausgestaltung ein Wissensinstrument und kein Verfahren zum Schutz von Naturräumen.

### Suchmaschinen ZNIEFF (INPN)
- Ein ZNIEFF-Gebiet an Land suchen (französisch)
- Ein ZNIEFF-Gebiet auf See suchen (französisch)